# فاتح اوردوغان
فاتح اوردوغان (بالتركية: Fatih Erdoğan)(23 ابريل 1954,ازمير) كاتب تركي.
ولد فاتح اردوغان مع مانيسالي محمد في مدينه ازمير عام 1954 وهو المولود الأول ليوجلوسوفيارنوط يوردانور. قضي بقيه حياته في اسطنبول وبالاضافه إلى تخرجه من كليه الثقافة الادبيه وجامعة روبرت عام 1973 أنهى كليه الهندسة الميكانيكيه في جامعة بوغازتشي عام 1978. كما اسس عام 1980 منشورات مافي بلوت (السحاب الازرق).ومابين اعوام 1999 - 2000 عمل كرايس تحرير للعديد من المجلات كمجلة ألف كتاب (بن بر كتاب) مجلة الدراسات في ادب الطفل الأول، ومجلة الفأر الاحمر (كرمزي فاري) اولي مجلات الادب والتي أنتجت من أجل الأطفال في تركيا. ومن عام 1999 حتي عام 2002 قدم العديد من الدروس عن أدب الطفل في قسم المكتبات كليه الأداب جامعهاسطنبول كما ناقش كل من الدكتوراه والماجستير في نفس القسم. كما حرر ورسم وترجم وكتب الكتب التوجيهية للاطفال. كما كتب العديد من المقالات المتعلقه بكتب الأطفال وأدب الطفل في كل من جريتي الجمهورية وراديكل كما أقام مؤتمرات عن نفس الموضوع داخل وخارج الوطن. له اثنين من الأبناء باسم أوزان 1994 واجر 1987. أتقن الانجليزية بشكل متقدم والالمانية بشكل متوسط.

## كتبه

### الكتب المؤلفه للاطفال من سن ثلاث سنوات الي سن ست سنوات
- استطيع ان الون نفسي
- استطيع ان اقطع نفسي
- استطيع ان ارسم نفسي
- استطيع ان اعتبر نفسي
- كتب الحكايات ذات التمرين على الخط اليدوي
- اقرا اكتب ارسم 1
- اقرا اكتب ارسم 2
- اقرا اكتب ارسم 3
- اقرا اكتب ارسم 4
- الاسئله الاصليه
- كيف يمطر المطر؟
- اين تذهب الشمس؟

### الكتب المؤلفه للاطفال من سن ثلاث سنوات الي سن سبع سنوات
- مسلسل استطيع ان اقرأ نفسي
- بلع الثعبان الفيل
- خمس بومات ينظرون لى
- تأخرت على المدرسة
- تم حل رباط حذائي
- فعل جدي صفاره لي
- اخرجت اختي لسانها لي
- بقيت في الصف وليس عندي خبر
- عوده الخمس بومات البيضاوات
- لماذا جدي يضحك؟
- جرررر
- الخوف الذي يخيف الرعب
- الضيوف اللاتين مساء
- كره قرع تسلسل سقف شونج جس تاك
- كان صباح جميلا
- المصباح القديم بين السقف
- احبك
- صديقي الحبيب
- لماذا امي صارت بدينه؟
- قصه الدب والزمار
- من هاج طيري؟

### الكتب المؤلفه للاطفال من سن ثمن سنوات الي سن تسع سنوات
- فاعليه تطوير الزكاة المضاعفة بالحكايات
- دليل فاعليه تطوير الزكاة المضاعفة بالحكايات
- أخي القوي اران
- ضيافه الجار
- ماذا سيحدث عندما يكبر دوار الشمس؟
- عبد البنت البيضاء
- البنت التي تنمو بالشجار
- رحله الشاعر الزراعيه
- يوم في الحديقة
- المسلسلات السحرية
- الزلاجة السحرية
- الكره السحرية
- القبعة السحري
- الشمسيه السحرية
- الكتاب السحري
- القاموس السحري 1
- القاموس السحري 2
- القاموس السحري 3
- الحلق السحري
- الكره السحرية
- القلم السحري
- السيارة السحرية
- مسلسل مؤلفات وحياه ميمو
- هل يكون الواجب هكذا أيضا؟
- مسلسل الحكايات الممتعه
- يوم الغائط
- كتاب الحكايات التيى لاتكن اميرا

### أعماله المسرحية
- مزمار الاسطي فا

### الكتب المؤلفه للاطفال من سن عشر سنوات الي سن اثنا عشر سنه
- ماذا حدث لعائشه جول؟
- عصابه كتاب القراسنه

### الكتب المؤلفه للاطفال من سن ثلاث عشر سنه الي سن اربع عشر سنه سنوات
- احبه
- نجم الراعي العاشق

## المجلات
- الف كتاب
- الفأر الاحمر

## الروابط الخارجيه
الموقع الرسمي 